# XVIII. János pápa
XVIII. János (Rapagnano, ? – Róma, 1009. július 18.) volt a világtörténelem 143. pápája. Pontifikátusának hat évében Róma mindvégig a nagyhatalmú Crescenti család uralma alatt állt, így megválasztását is a családot támogató pártnak köszönhette. A hatalmat ténylegesen kezében tartó III. Crescenti János szinte semmilyen beleszólást nem engedett Jánosnak az európai politikába. Mégis az új egyházfő ügyes taktikával lassan belefolyhatott ezen ügyekbe is. Az viszont nem vitás, hogy uralkodása során mindvégig a város zsarnokának befolyása és ellenőrzése alatt állt.
A mai Ascoli Piceno közelében található Rapagnanóban született egy római pap, bizonyos Ursino gyermekeként. Eredetileg Giovanni Fasano néven született. Miután III. Ottó német-római császár meghalt, a városban különböző nemesi pártok versengtek a hatalomért. A harcok végén a Crescenti család kezében összpontosult a történelem folyamán immár sokadszorra a valós uralom. Ennek megfelelően a család feje, János határozta meg azt is, hogy ki legyen az elhunyt XVII. János pápa utóda. Választása a szelíd természetű Jánosra esett, akit a zsinat 1003. december 25-én legitim uralkodónak szentelt fel.
János pontifikátusának döntő hányadát a lateráni palotában töltötte, nemesi felügyelet alatt. Főként az egyház adminisztrációs teendőivel foglalatoskodhatott, kiváltképp akkor, amikor 1004-ben II. Henrik személyében új vezető került a Német-római Birodalom élére. Így a pápa uralkodásának első éveiben mindössze grófságok és kolostorok birtokait és jogait erősítette meg hivatalos irataiban, misekellékeket szentelt fel. Első jelentősebb tette az volt, amikor saját fennhatósága alá vonta a merseburgi püspökséget.
1007 júniusában zsinatot hívott össze Rómában, amelyen már II. Henrik követelései is szerepet kaptak. János ekkor erősítette meg az uralkodó által alapított bambergi püspökséget, amely a szlávok térítésének egyik bázisaként szolgált. Ekkor küldte el a pápa a palliumot Meingaudus trieri érseknek és Elphege canterbury érseknek. Szembefordult a sens-i érsekkel és az orléans-i püspökkel, akik meg akarták akadályozni, hogy a fleuryi apát éljen a Rómától kapott kiváltságaival. Jó kapcsolatot épített ki Bizánccal, és elérte, hogy a régen tartó skizma a végére érjen. Konstantinápolyban Jánost elfogadták római pápának. Jó kapcsolatban állt az oroszokkal és a lengyelekkel, 1004-ben szentté avatta az öt első lengyel vértanút.
Egyes források szerint már nem volt pápa, amikor 1009 júliusában a Róma közelében fekvő Szent Pál-kolostorban meghalt, más források ezt nem tartják valószínűnek.

## Művei
- Documenta Catholica Omnia (latin nyelven). (Hozzáférés: 2011. december 6.)